# Kulturní krajina

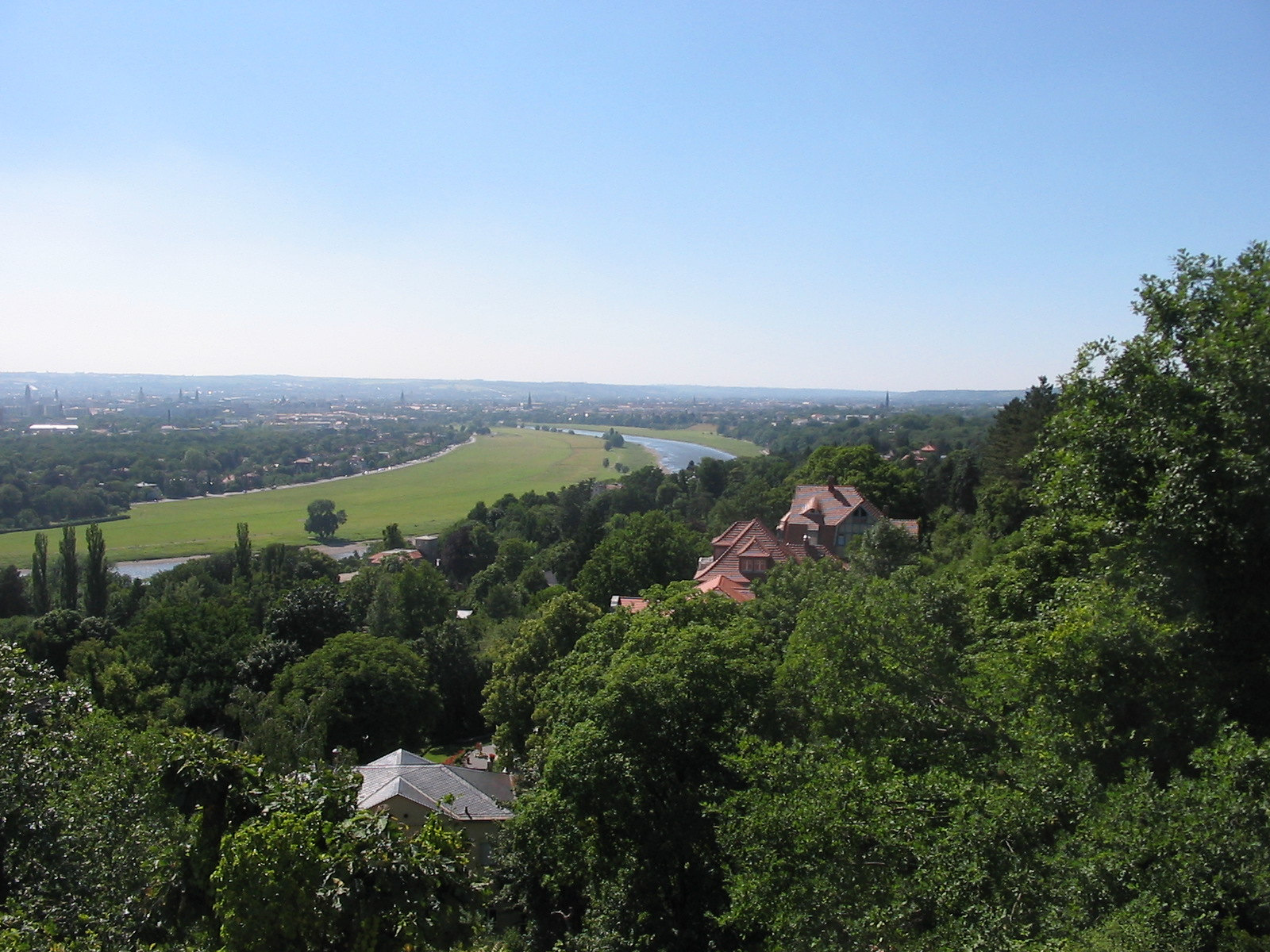
Labské údolí v Drážďanech, podle organizace UNESCO „výjimečný příklad využití krajiny“, kterou obývá takřka půl milionu obyvatel

Kulturní krajina je typ krajiny, která vznikla kombinací činnosti přírody a člověka.
Kulturní krajiny jsou dnes navzájem propojené a tvoří složitou síť. Soubor všech krajin na Zemi geografové nazývají krajinná sféra.
Kulturní krajina je v současnosti vnímána též jako předmět ochrany přírodního prostředí a památkových hodnot.

## Typy kulturní krajiny
Kulturní krajinu lze rozdělit do čtyř typů: krajina lesohospodářská, zemědělská, těžební a sídelní.
- Lesohospodářská krajina – převládá v ní les, který člověk využívá, vysazuje a ošetřuje. Lze ji pochopit a charakterizovat jako užitečné lesní plantáže k pěstování dřeva ke stavebním a jiným účelům, čemuž zcela odpovídá i způsob pěstování odlišný například od pěstování okrasné zeleně.

- Zemědělská krajina – patří sem pole, louky, pastviny, sady a vinice. Lidé se snaží zvyšovat úrodnost půdy oráním, hnojením, zavodňováním nebo odvodňováním. Musí ji chránit před škodlivým působením přepásání, působením srážkové vody a větru. Škodlivé může být i nadměrné používání průmyslových hnojiv nebo ochranných prostředků proti škůdcům.

- Těžební krajina – krajina bývá velmi narušena povrchovou i podpovrchovou těžbou nerostných surovin. Lidé zarovnávají vytěžené prostory, pokrývají je vrstvou půdy a vracejí jim zeleň (rekultivace).

- Sídelní krajina – přírodní složky krajiny jsou člověkem značně změněné. Platí to především pro městské krajiny. Na území města jsou domy, průmyslové závody a sklady, sítě ulic a náměstí, parkoviště i sportovní zařízení. Ve velkoměstech se vytváří městské podnebí, které je teplejší (městský tepelný ostrov) a více znečištěné než v lesohospodářské nebo zemědělské krajině. Velké plochy zaujímají města spojená v rozsáhlé sídelní oblasti.